# Systole albipennis
Systole albipennis är en stekelart som beskrevs av Walker 1832. Systole albipennis ingår i släktet Systole och familjen kragglanssteklar. Arten är reproducerande i Sverige. Inga underarter finns listade i Catalogue of Life.